# Касони (Тревизо)
Касони је насеље у Италији у округу Тревизо, региону Венето.
Према процени из 2011. у насељу је живело 338 становника. Насеље се налази на надморској висини од 30 м.